# Poimenski seznam evroposlancev iz Danske
Poimenski seznam evroposlancev iz Danske'.

## Seznam
| Ime                    | Stranka | Mandat(i)       |
| Bent Andersen          | Evropa demokracij in raznolikosti                                                                          | 1999-2004       |
| Ole Andreasen          | Evropska liberalna, demokratska in reformna stranka                                                        | 1999-2004       |
| Margrete Auken         | Skupina Zelenih-Evropska svobodna zveza                                                                    | 2004-2009       |
| Freddy Blak            | Evropska združena levica – Zelena nordijska levica                                                         | 1999-2004       |
| Jens-Peter Bonde       | Evropa demokracij in raznolikosti [[Samostojnost in demokracija]                                           | 1999-2004 -2009 |
| Niels Busk             | Evropska liberalna, demokratska in reformna stranka Skupina zavezništva liberalcev in demokratov za Evropo | 1999-2004 -2009 |
| Mogens Camre           | Zveza za Evropo narodov                                                                                    | 1999-2004 -2009 |
| Ole Christensen        | Stranka evropskih socialistov                                                                              | 2004-2009       |
| Lone Dybkjær           | Evropska liberalna, demokratska in reformna stranka                                                        | 1999-2004       |
| Pernille Frahm         | Evropska združena levica – Zelena nordijska levica                                                         | 1999-2004       |
| Anne Elisabet Jensen   | Evropska liberalna, demokratska in reformna stranka Skupina zavezništva liberalcev in demokratov za Evropo | 1999-2004 -2009 |
| Dan Jørgensen          | Stranka evropskih socialistov                                                                              | 2004-2009       |
| Ole Krarup             | Evropska združena levica – Zelena nordijska levica                                                         | 1999-2004 -2009 |
| Torben Lund            | Stranka evropskih socialistov                                                                              | 1999-2004       |
| Poul Nyrup Rasmussen   | Stranka evropskih socialistov                                                                              | 2004-2009       |
| Karin Riis-Jørgensen   | Evropska liberalna, demokratska in reformna stranka Skupina zavezništva liberalcev in demokratov za Evropo | 1999-2004 -2009 |
| Christian Rovsing      | Evropska ljudska stranka - Evropski demokrati                                                              | 1999-2004       |
| Anders Samuelsen       | Skupina zavezništva liberalcev in demokratov za Evropo                                                     | 2004-2009       |
| Ulla Sandbæk           | Evropa demokracij in raznolikosti                                                                          | 1999-2004       |
| Christel Schaldemose   | Stranka evropskih socialistov                                                                              | 2004-2009       |
| Gitte Seeberg          | Evropska ljudska stranka - Evropski demokrati                                                              | 2004-2009       |
| Ole Sørensen           | Evropska liberalna, demokratska in reformna stranka                                                        | 1999-2004       |
| Britta Thomsen         | Stranka evropskih socialistov                                                                              | 2004-2009       |
| Helle Thorning-Schmidt | Stranka evropskih socialistov)                                                                             |                 |